# Otto Günsche

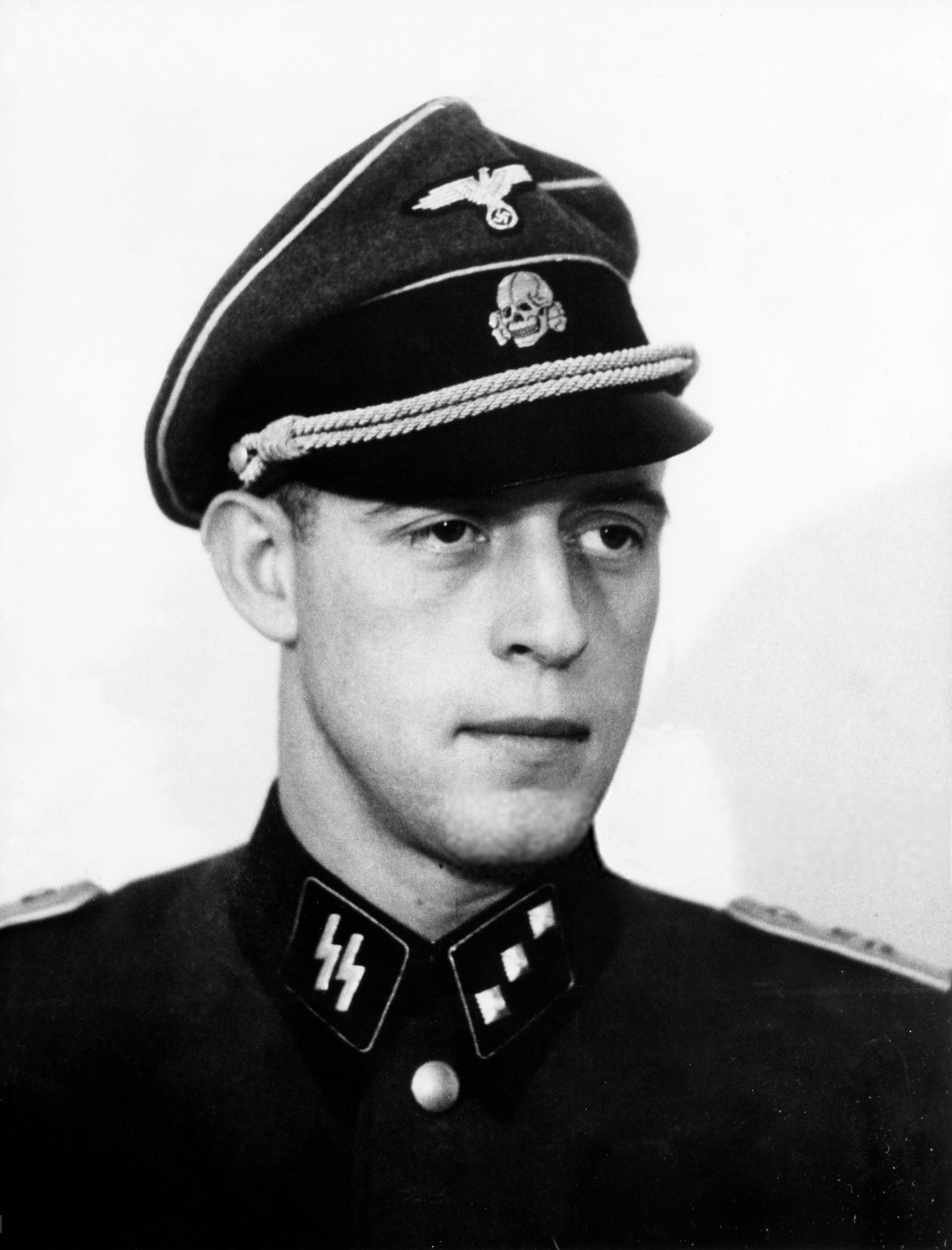
Otto Günsche, hier SS-Sturmführer (1934/35)

Otto Günsche (* 24. September 1917 in Jena; † 2. Oktober 2003 in Lohmar, Nordrhein-Westfalen) war ein deutscher SS-Sturmbannführer und persönlicher Adjutant Adolf Hitlers.

## Leben
Nach der Oberrealschule trat Günsche als 16-Jähriger in die Leibstandarte SS Adolf Hitler ein und wurde SS-Mitglied (SS-Nummer 257.773). Zum 1. März 1935 trat er außerdem der NSDAP bei (Mitgliedsnummer 3.601.524). Als Mitglied des Führerbegleitkommandos kam er 1936 erstmals in die unmittelbare Nähe Adolf Hitlers. Es folgten die Ausbildung in der SS-Junkerschule Bad Tölz und der Fronteinsatz in der Waffen-SS. Otto Günsche war bei den Waffenstillstandsverhandlungen zwischen Frankreich und Deutschland am 22. Juni 1940 im Wagen von Compiègne auf der Lichtung von Compiègne als Bewacher anwesend. Im Januar 1943 wurde Günsche zunächst vertretungsweise persönlicher Adjutant Hitlers. Im selben Jahr war er Trauzeuge von Hitlers Ordonnanzoffizier Hans-Hermann Junge und dessen Ehefrau Traudl Junge, Hitlers Sekretärin. Nach einem weiteren halben Jahr an der Front stieg Günsche am 6. Februar 1944 zum etatmäßigen persönlichen SS-Adjutanten auf. Am 20. Juli wurde SS-Hauptsturmführer Otto Günsche ebenso wie Hitlers Luftwaffenadjutant Nicolaus von Below beim Attentat auf Hitler bei einer Lagebesprechung im Führerhauptquartier Wolfsschanze leicht verletzt. Am 21. Dezember 1944 wurde Günsche zum SS-Sturmbannführer befördert.
Mitte Januar 1945 begleitete er Adolf Hitler in den Berliner Führerbunker und war bei Hitlers letztem Frontbesuch Anfang März 1945 an der Oder dabei. Von Anfang März bis zum 22. April 1945 war Günsche Kampfkommandant der Reichskanzlei. Nach dem Suizid von Adolf und Eva Hitler am 30. April 1945 im Führerbunker verbrannte Otto Günsche u. a. befehlsgemäß die Leichen im Garten der Neuen Reichskanzlei und vergrub die sterblichen Überreste.
Der damals 27-jährige Günsche verließ den Führerbunker am Abend des 30. April 1945 gemeinsam mit Hitlers erster Privatsekretärin Gerda Christian. In einer von SS-Brigadeführer Wilhelm Mohnke geführten Gruppe gelangten beide von der zerbombten Reichskanzlei aus unter Beschuss der in der Schlacht um Berlin kämpfenden sowjetischen Soldaten durch U-Bahnschächte unterirdisch bis zum Bahnhof Friedrichstraße.
Dort trennten sich die Wege der langjährigen Weggefährten. Günsche geriet in sowjetische Gefangenschaft und wurde jahrelang verhört. 1955 wurde er an die DDR überstellt. Nach seiner Entlassung aus dem Zuchthaus Bautzen im Mai 1956 kam er im selben Monat in die Bundesrepublik. 
Günsche wurde von der Arzneimittelfirma Rowa-Wagner KG in Bergisch Gladbach als Betriebsleiter eingestellt. Diese Position bekleidete er bis zum Jahr 1990. Gerda Christian fand im Rheinland in Wirtschaftsunternehmen Arbeit und blieb nach 1955 in ständigem Kontakt mit Günsche.
Günsche lebte in den letzten Jahren als Witwer zurückgezogen in Nordrhein-Westfalen. Der zeitlebens überzeugte Nationalsozialist blieb Journalisten gegenüber verschlossen. Er starb am 2. Oktober 2003 in seinem Haus in Lohmar im Rhein-Sieg-Kreis im Alter von 86 Jahren. Es erfolgte wunschgemäß eine Seebestattung.

## Filme
In dem Film Der letzte Akt (1955) wurde Otto Günsche vom Schauspieler Hannes Schiel dargestellt, in Der Bunker (1981) durch Andrew Ray, in Der Untergang (2004) durch Götz Otto.